# Корасан-ди-Жезуш (Лиссабон)
Кораса́н-ди-Же́зуш (порт. Coração de Jesus) — район (фрегезия) в Португалии, входит в округ Лиссабон. Является составной частью муниципалитета Лиссабон. Находится в составе крупной городской агломерации Большой Лиссабон. По старому административному делению входил в провинцию Эштремадура. Входит в экономико-статистический субрегион Большой Лиссабон, который входит в Лиссабонский регион. Население составляет 4319 человек на 2001 год. Занимает площадь 0,54 км².